# Ганська кухня

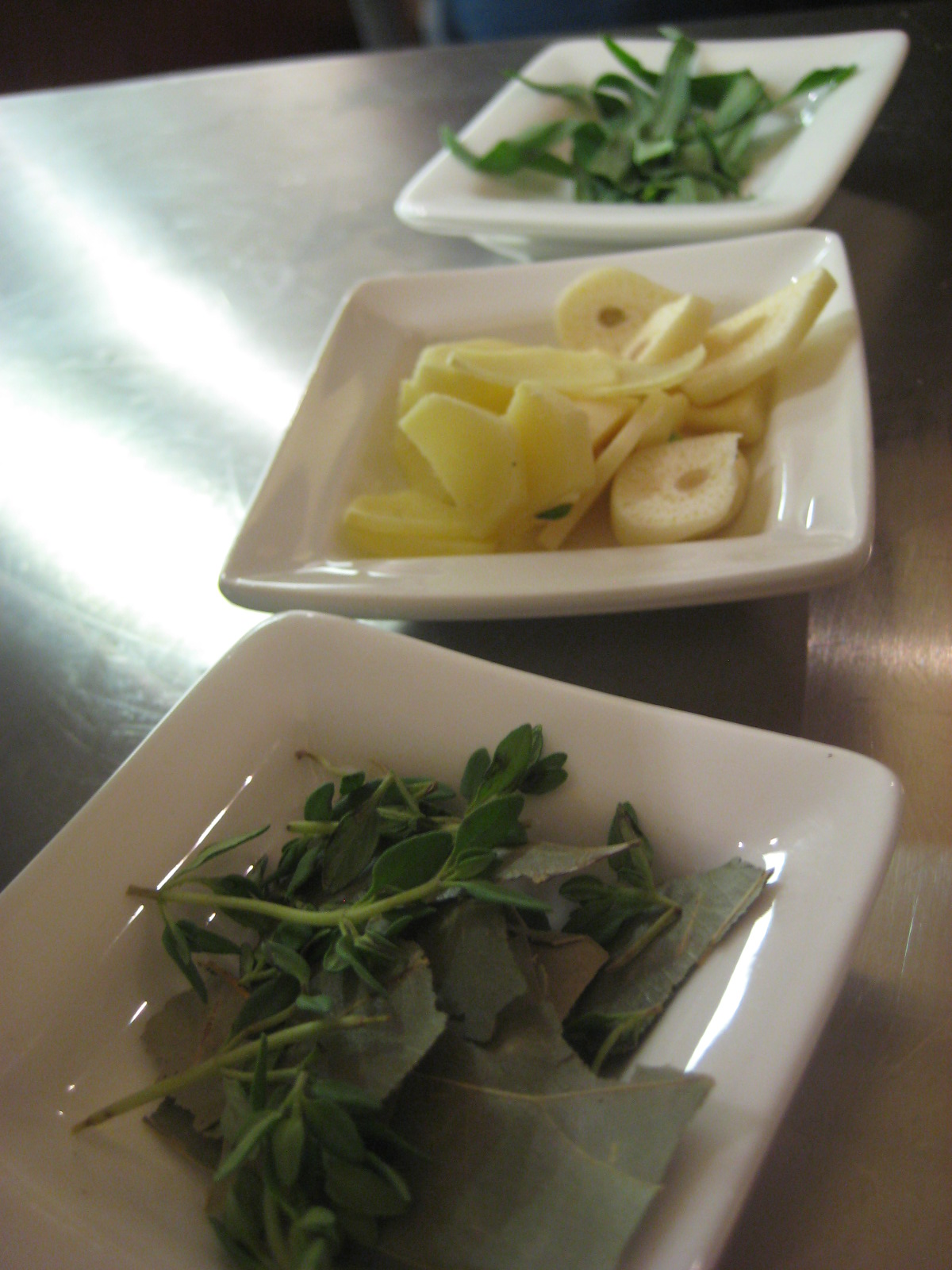
Овочеві гарніри в ресторані Гани, включаючи нарізаний кубиками ананас з нарізаним часником і салат з листя.

Ганська кухня — кухня народу Гани, частина західноафриканської кухні. Основні страви Ганської кухні складаються з крохмалемісних продуктів, які подаються з соусом або супом, що містить джерело білка. Основними інгредієнтами для переважної більшості супів та тушкованих страв є помідори, гострий перець та цибуля. В результаті більшість ганських супів та тушкованих страв мають червоний або помаранчевий колір.

## Основні продукти харчування

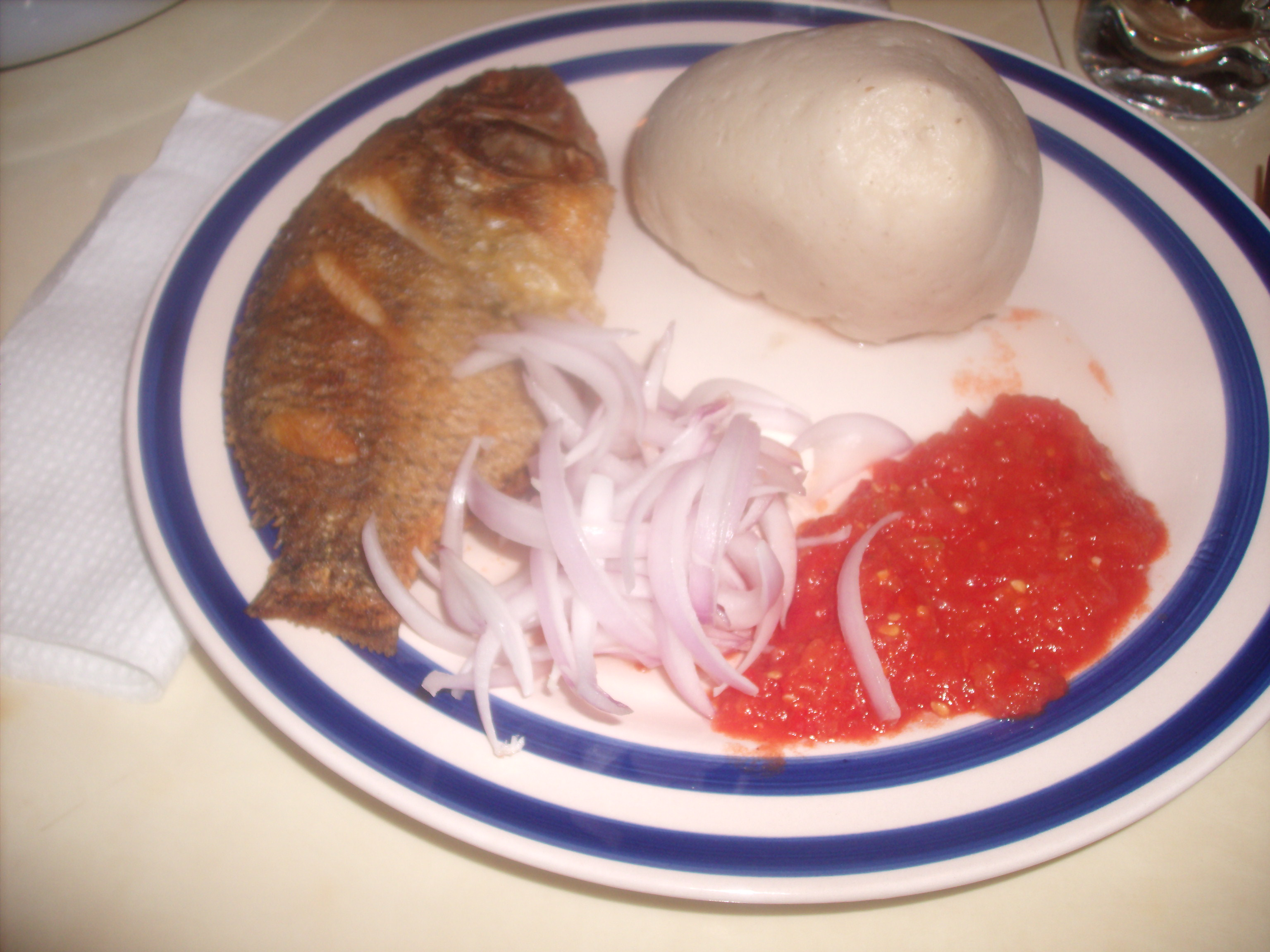
Банку по-ганськи

Типові продукти харчування в південній частині Гани включають маніок та банани. У північній частині основними продуктами харчування є просо та сорго. Ямс, кукурудза та боби використовуються по всій Гані як основні продукти харчування. Солодка картопля і кокоям також важливі в ганській дієті та кухні. З приходом глобалізації такі злаки, як рис та пшениця все частіше включаються до Ганської кухні. Нижче наведені характерні страви Гани приготовані з цих продуктів.

### Продукти, виготовлені з кукурудзи
- Акпле (akple), традиційна їжа народу еве, готується з кукурудзяного борошна і вживається з перцевим соусом, тушкованим м'ясом або будь-яким супом. Її зазвичай подають із супом з бамії (fetridetsi) або тушкованим оселедцем (abɔbitadi). Акпле ніколи не готують так, як схожу страу банку (banku). Важливим відмітним фактором між ними є те, що банку вимагає використання спеціального попередньо приготовленого рідкого продукту, злегка ферментованої суміші з кукурудзяно-маніокового тіста.
- Банку (banku) з усіма його вражаючими різновидами було придумано племенем Га Дангме (Ga Dangme або Ga) з регіону Велика Аккра як невелике відхилення від процесу приготування Га-Кенкі (Ga-Kenkey), що вимагає іншої обробки «афлати», тіста з кукурудзи та тіста з маніоки. Але на відміну від Га-Кенки не вимагає використання кукурудзяного лушпиння. Одному конкретному основному клану племені Гадангме приписують оригінальний рецепт їжі банку, хоча це може бути оскаржено серед основних кланів[1]. Іноді використовується тільки кукурудзяне борошно, але в багатьох регіонах тісто з маніоки готують разом з ферментованим кукурудзяним тістом.[2].
- Мморе (Mmore) — це страва, приготовлена з ферментованого кукурудзяного тіста без маніоки, яке готують як банку у народу акан.
- Кенкі/комі/докону (Kenkey/komi/dokonu) — це ферментоване кукурудзяне тісто, загорнуте в кукурудзу, страву народу га, які називають його komi або Ga kenkey. Інший варіант, що походить від народу фанті, це Fante Dokono або Fanti Kenkey, який обгорнутий листям плантана (банана), яке надає йому іншу текстуру, смак та колір порівняно з Ga kenkey. Обидва варяться протягом тривалого часу в однорідні тверді кульки.
- Туо Заафі (Tuo Zaafi) — страва з проса, сорго або кукурудзи, що походить з Північної Гани.
- Фонфом (Fonfom) — страва з кукурудзи, популярна на південному заході Гани.

### Страви з рису
- Ваак'є (Waakye) — страва з рису та квасолі пурпурно-коричневого кольору. Колір походить від місцевої трави Sorghum bicolor[3]. Цей гарнір має разючу подібність із західно-індійським рисом з горохом. Рис готують і пропарюють з місцевим листям, кокосом та бобовими, такими як чорноокий горох або квасоля.
- Омо Туо (Omo Tuo) / Рисова кулька — липке рисове пюре, яке зазвичай їдять з арахісовим супом.
- Варений рис супроводжує багато видів червоних тушкованих страв.
- Рис джолоф — рис, приготовлений у бульйоні, томатах, спеціях та м'ясі, зварених разом. Цю страву вигадали торговці імперії Джолоф із Сенегалу, які оселилися в Зонго, районах у містах Західної Африки, доколоніального періоду. Адаптований до місцевих ганських смаків, його зазвичай їдять з тушкованою, смаженою або приготовленою на грилі козлятиною, бараниною, куркою або яловичиною.
- Смажений рис — смажений рис у китайському стилі, адаптований до ганських смаків.
- Ангва му (Angwa moo) — також званий «рис в олії». Рис з олією готують, спочатку обсмажуючи цибулю на олії, а потім додаючи воду після того, як цибуля підрум'яниться, що надає рису іншого аромату. Потім рис готують у водно-олійній суміші, щоб надати рису маслянистого вигляду. Його можна приготувати з овочами чи м'ясним фаршем. В основному його подають з перцем, меленим у глиняному посуді, доповнюючи його або консервованими сардинами, або яєчнею-глазунню.
- Нгво му (Ngwo moo, «пальмовий рис») — альтернатива рису в маслі, приготовленому на пальмовій олії замість рослинної. Смак визначається типом використовуваної пальмової олії.

### Продукти, виготовлені з маніоки
- Коконте або абете (Kokonte, abete) — їжа із сушеного очищеного порошку маніоки, який зазвичай подають разом із супом з арахісу, що складається з різних видів м'яса, таких як рубець, баранина або копченість.
- Фуфу — товчений маніок і банан, товчений батат і банан, або товчений кокоям/таро. До цього гарніру завжди подають один із численних сортів ганських супів.
- Гарі (Gari) — гранульоване борошно, отримана шляхом переробки крохмалистих бульб свіжозібраної маніоки. Часто подається з red red, тушкованим м'ясом з риби та чорноокого гороху або шито (особливий перцевий соус) та рибою.
- Attiéké або Akyeke — виготовляється з маніоки і популярний серед аанта, нзіма і мовців акан в Кот-д'Івуарі.
- Плакалі (Plakali) — виготовляється з маніоки і популярний серед аанта, нзіма і мовців акан в Кот-д'Івуарі.

## Страви з бобів
- Ред-ред (red-red) — популярне в Гані тушковане м'ясо з квасолі та риби, яке подається зі смаженим стиглим бананом і часто супроводжується гарі, рибою та бобовими. Отримало свою назву через пальмову олію, якою фарбується тушкована квасоля, і смаженого стиглого банана яскраво-оранжевого кольору.
- Тубаані (tubaani) — це пиріг з вареною квасолею, який в Нігерії називається мойн-мойн.

### Страви з ямсу

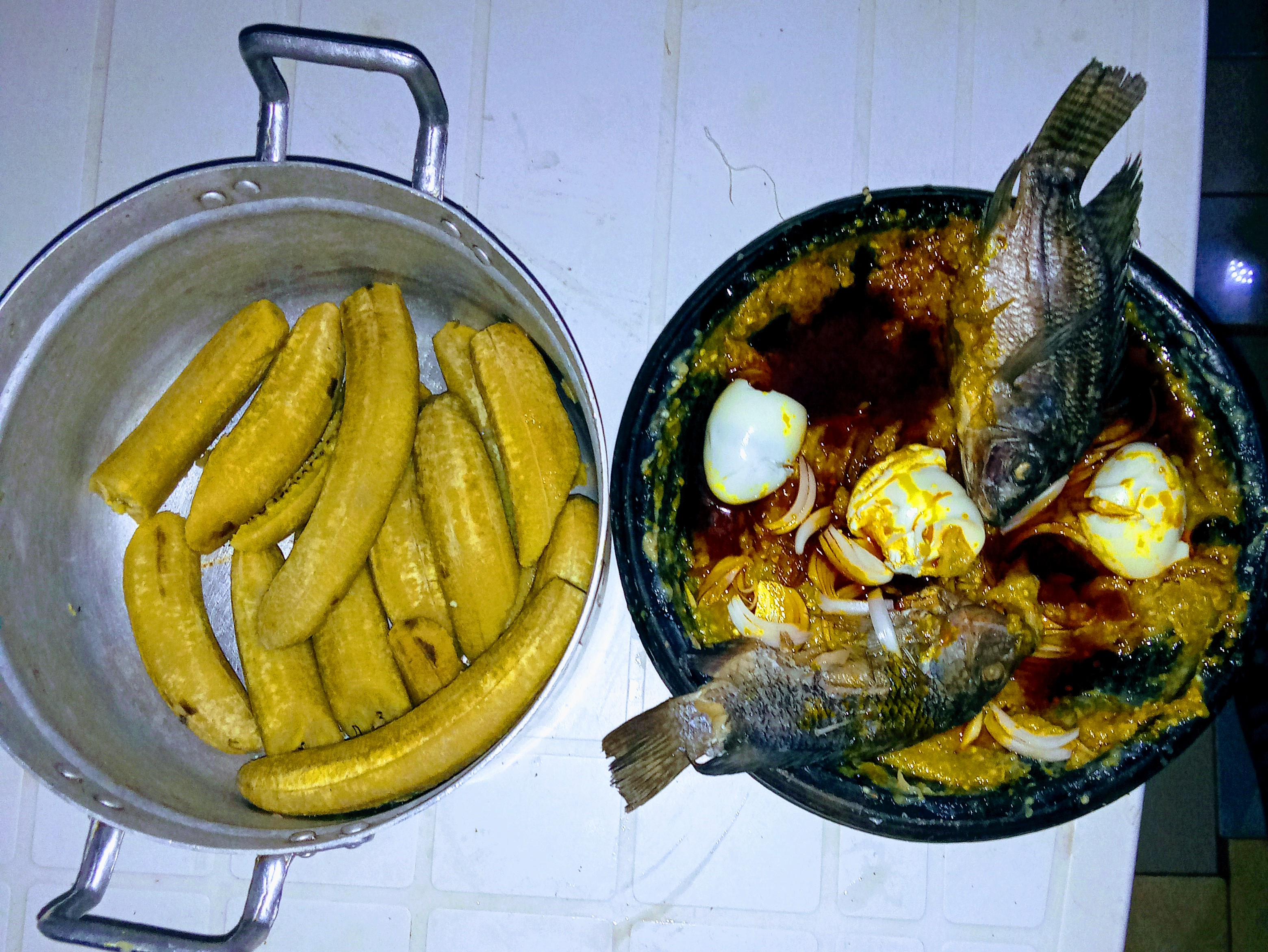
Ампезі: стью з банана та бакалажанів-«садових яєць»

- Ампезі (Ampesie) — варений ямс. Його також можна приготувати з банану, кокояму, картоплі, батату чи маніоки. Цей гарнір традиційно їдять з рибним рагу, що містить помідори, олію та спеції.
- Ям фуфу (Yam fufu) — фуфу, приготоване з ямсу замість маніоки, банану або кокояму, це м'яке тісто традиційно їдять із ганським супом. Він популярний у північній та південно-східній Гані.
- Мпотомпото (Mpotompoto, запіканка або каша з ямсу) — скибочки ямсу, приготовлені з великою кількістю води та перцю, цибулею, помідорами, сіллю та приправами.

## Супи та рагу
Більшість ганських гарнірів подаються з тушкованим м'ясом, супом або мако (гостра приправа, приготована з сирого червоного і зеленого перцю чилі, цибулі та помідорів. Ганські рагу і супи досить вишукані, зі щедрим і вмілим використанням екзотичних інгредієнтів, з широким різноманіттям смаків, спецій та текстур.

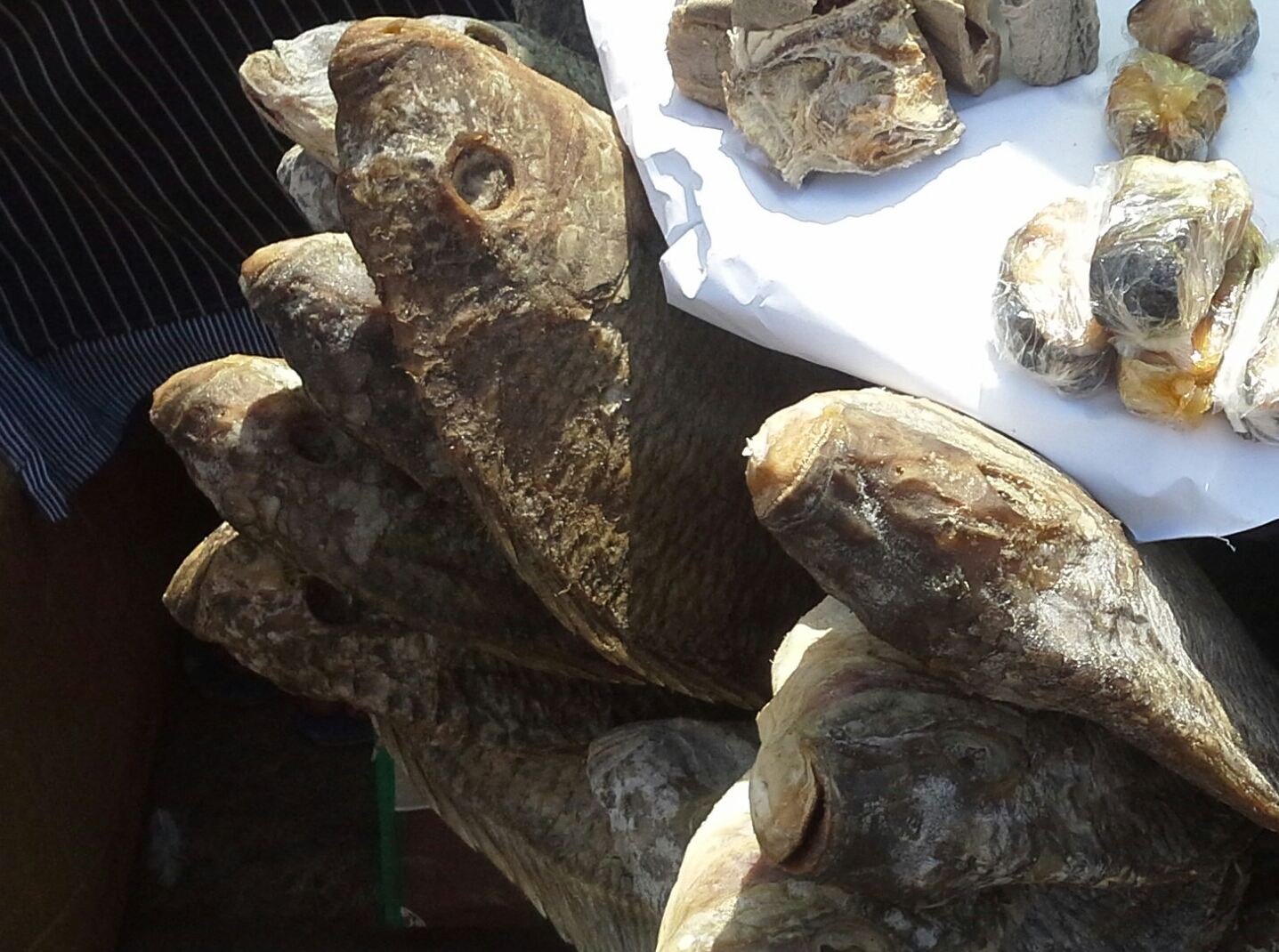
Кообі - засолена сушена тилапія

Пальмові горіхи, арахіс, листя кокояму, айойо, шпинат, дикі гриби, бамія, «садові яйця» (баклажани), помідори та різні види бобових є основними інгредієнтами ганських супів і тушкованих страв, а у випадку з бобовими їх кількість може збільшуватися вдвічі в якості основного білкового інгредієнту.
Яловичина, свинина, козлятина, баранина, курка, копчена індичка, рубець, сушені равлики та смажена риба є поширеними джерелами білка в ганських супах та тушкованих стравах. Іноді в одному супі поєднуються різні види м'яса, а іноді і риба. Супи подаються як основна страва, а не як закуска. Також часто можна знайти копчене м'ясо, рибу та морепродукти в ганських супах та тушкованих стравах. До них відносяться краби, креветки, морські равлики, восьминоги, личинки, равлики, качки, субпродукти, свинячі копита, устриці.
М'ясо, гриби та морепродукти можуть бути копчені, солоні або сушені для покращення смаку та збереження. Солона риба широко використовується для ароматизації тушкованих страв із риби. Такі спеції, як чебрець, часник, цибуля, імбир, перець, карі, базилік, мускатний горіх, сумбала, Tetrapleura tetraptera (prekese) та лавровий лист, використовуються для надання екзотичного та пряного смаку, характерного для ганської кухні.
Пальмова олія, кокосова олія, олія ші, пальмоядрова олія та арахісова олія є важливими оліями в кухні Гани, що використовуються для приготування їжі або смаження, і іноді їх не можна замінити в деяких ганських стравах. Наприклад, використання пальмової олії в рагу з бамії, eto, fante fante, red red або Gabeans, стью egusi и mpihu/mpotompoto (аналогічно poi). Кокосова олія, пальмоядрова олія та олія ші втратили свою популярність для приготування їжі в Гані через появу рафінованих олій та негативним публікаціям в ганських ЗМІ. Наразі вони в основному використовуються в традиційних домогосподарствах, для виготовлення мила та у вуличних продавців продуктів харчування як більш дешева заміна рафінованої олії.
Звичайними ганськими супами є арахісовий суп, легкий (томатний) суп народу GaDangme (або Ga), суп контоміре (kontomire, з листя таро), суп з пальмових горіхів, суп ayoyo з джуту та суп із бамії.
Ганське томатне стью або соус — це тушковане м'ясо, яке часто подають з рисом або ваак'є (страва з вареного рису та бобів). Інші овочеві стью готують з kontomire, баклажанів, егусі (гарбузового насіння), шпинату, бамії тощо.
Кебаби є популярним видом барбекю і готуються з яловичини, козлятини, свинини, соєвого борошна, сосисок та цесарок. Інші смажені несолодкі продукти включають смажений банан, кукурудзу, батат та кокоям.
Свіжа кукурудза, приготовлена на парі, yakeyake, kafa, akyeke, tubani, moimoi, мойн-мойн (квасолевий пиріг), emo dokonu (рисове тістечко) і esikyire dokonu (підсолоджений кенкі, kenkey) — все це приклад парених і варених страв, у той час як солодкий хліб (банановий пиріг) і м'ясний пиріг, схожий на ямайські пиріжки, і емпанада — це печені несолодкі страви. Aprapransa, eto (пюре з батату) та молоко atadwe (сік чуфа) — інші пікантні продукти. Замочене борошно з маніоку, гаррі, і страви з неї — сучасний фаворит. Це суміш гаррі (сушений смажений маніок), цукру, арахісу та молока.

## Їжа на сніданок

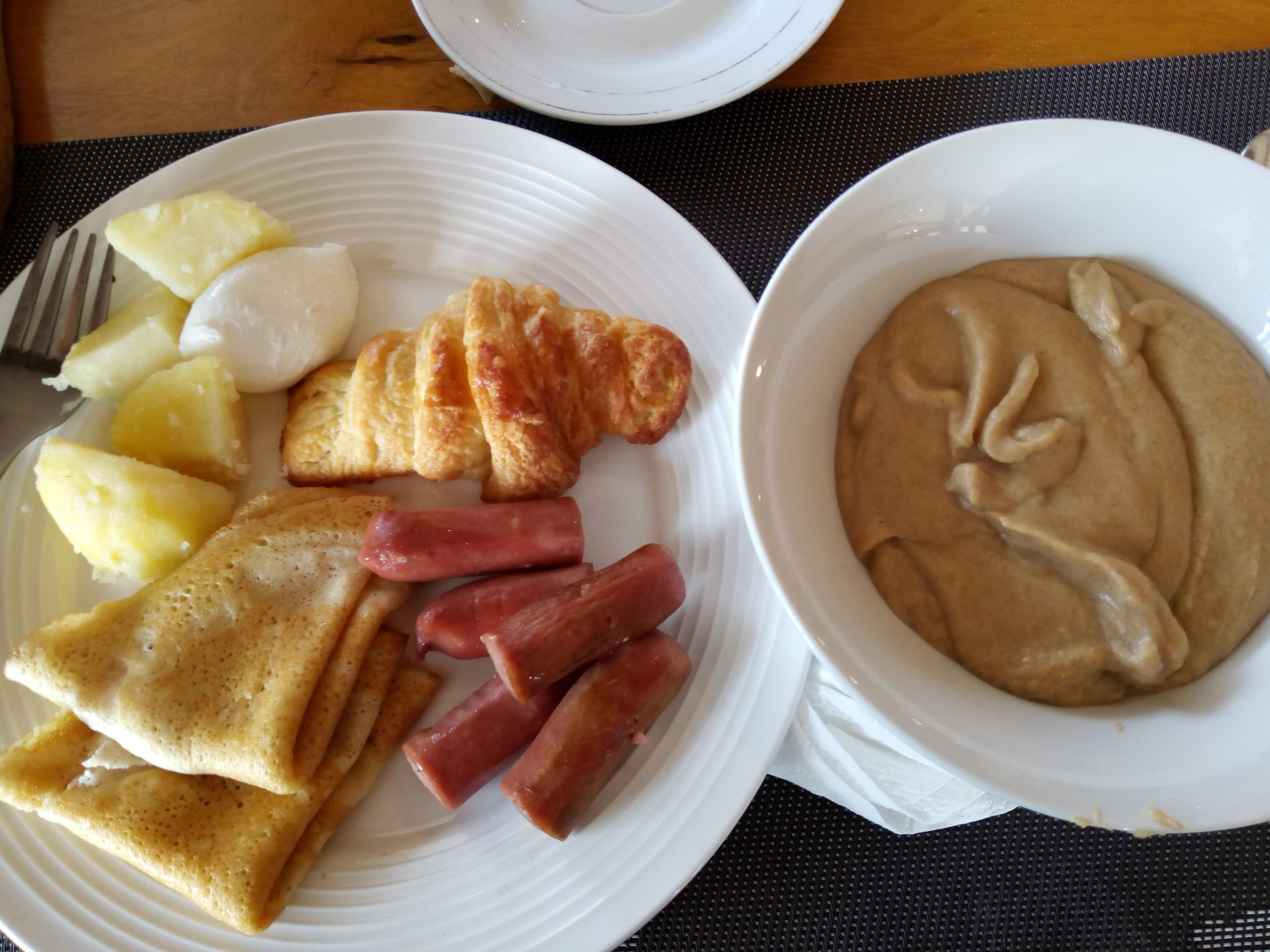
Томбраун з сосисками, млинцями з круасанами, картоплею та яйцем

Більшість зі згаданих вище страв подаються під час обіду та вечері у сучасній Гані. Однак ті, хто займається фізичною працею, і велика кількість містян, як і раніше, їдять ці продукти на сніданок і зазвичай купують їх на вулиці. Інший популярний сніданок називається huasa koko (північна каша). Її зазвичай готують мешканці півночі, мусульмани, зазвичай вона солодка. Кашу подають з оладками koose або з хлібом із арахісом.
У великих ганських містах люди з робітничого класу часто брали із собою фрукти, чай, шоколадний напій, вівсянку, рисову кашу/пластівці (місцева назва рисова вода) або kooko (ферментована кукурудзяна каша) та koose/akara або maasa (квасоля, стиглий банан та оладки з кукурудзяного борошна). Інші продукти для сніданку включають крупи, tombrown (смажена кукурудзяна каша) та пшоняну кашу.
Хліб є важливою випічкою та частиною ганського сніданку. Ганський хліб, відомий своєю гарною якістю, випікається із пшеничного борошна, а іноді для покращення текстури додається борошно з маніоки. У Гані є чотири основні види хліба. Це чайний хліб (схожий на багет), цукровий хліб (солодкий хліб) та чорний (цільнозерновий) хліб. Житній хліб, вівсяний хліб і солодовий хліб також досить поширені..

## Солодкі страви

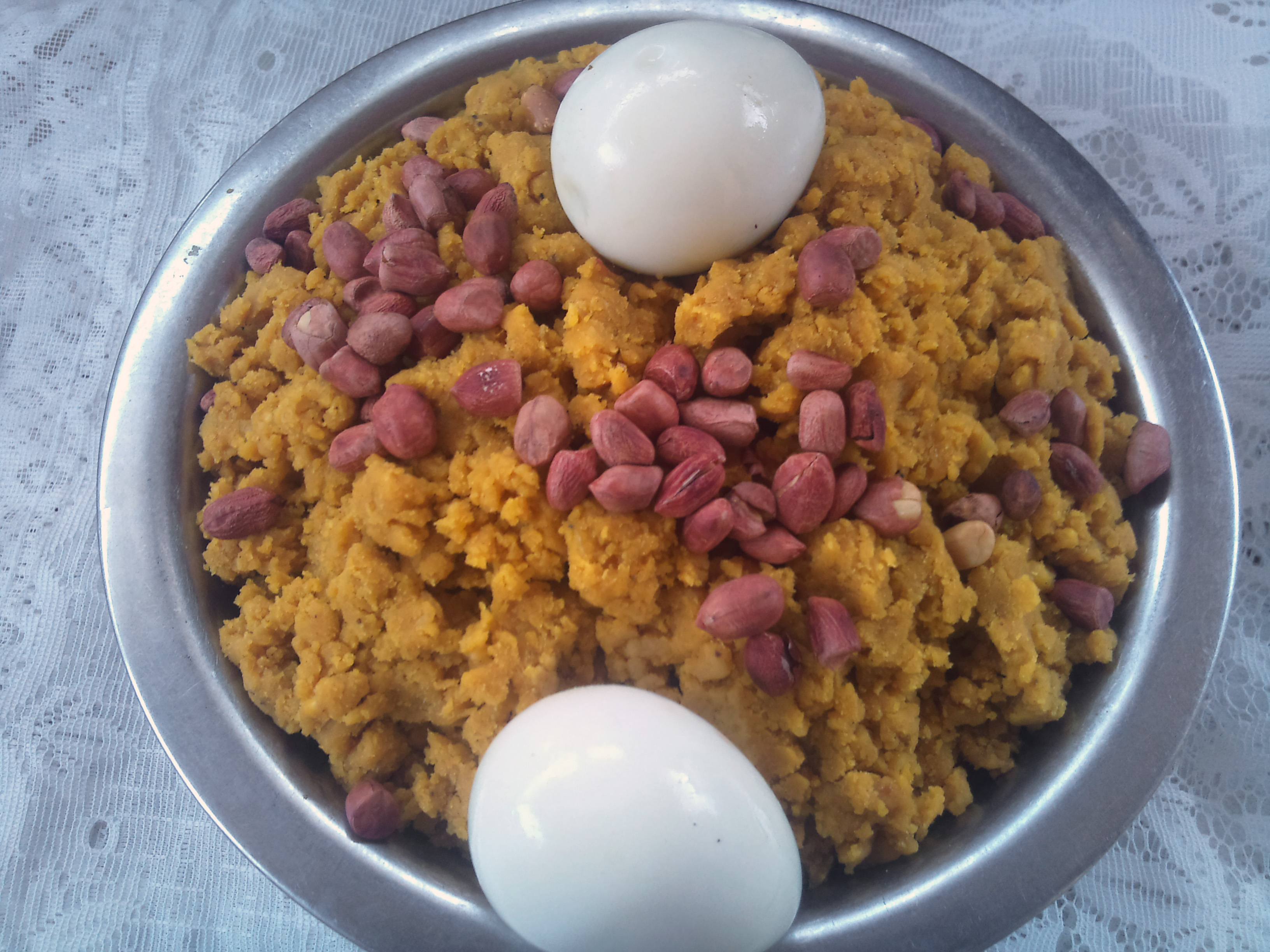
Етор — популярна страва на півдні Гани, приготовлена з плантану (банана) або батату, звареного в пюре і змішаного з пальмовою олією. Для прикраси страви використовується арахіс та яйця

Існує багато солодких місцевих страв, які були маргіналізовані через їх низький попит і тривалий процес приготування. Ганські солодкі страви (або кондитерські вироби) можна смажити, готувати на грилі, варити, запікати чи готувати на парі.
Смажені солодкі страви включають нарізаний кубиками та приправлений стиглий банан (kelewele), який іноді подають із арахісом. Koose, приготований з очищеної квасолі (і дуже близька страва акараже, приготовлена з неочищеної квасолі), maasa, pinkaaso, і смажені пончики bofrot/Puff-puff (з пшеничного борошна); waakye, кекс dzowey і nkate (з арахісу); kaklo і tatale (оладки зі стиглих бананів); торт kube і тоффі kube (з кокосу); bankye krakro, бісквіт gari, і krakye ayuosu (з маніоки); згущене молоко, тоффі, чипси з банана (або смажений банан) і wagashi (смажений фермерський сир).

## Напої

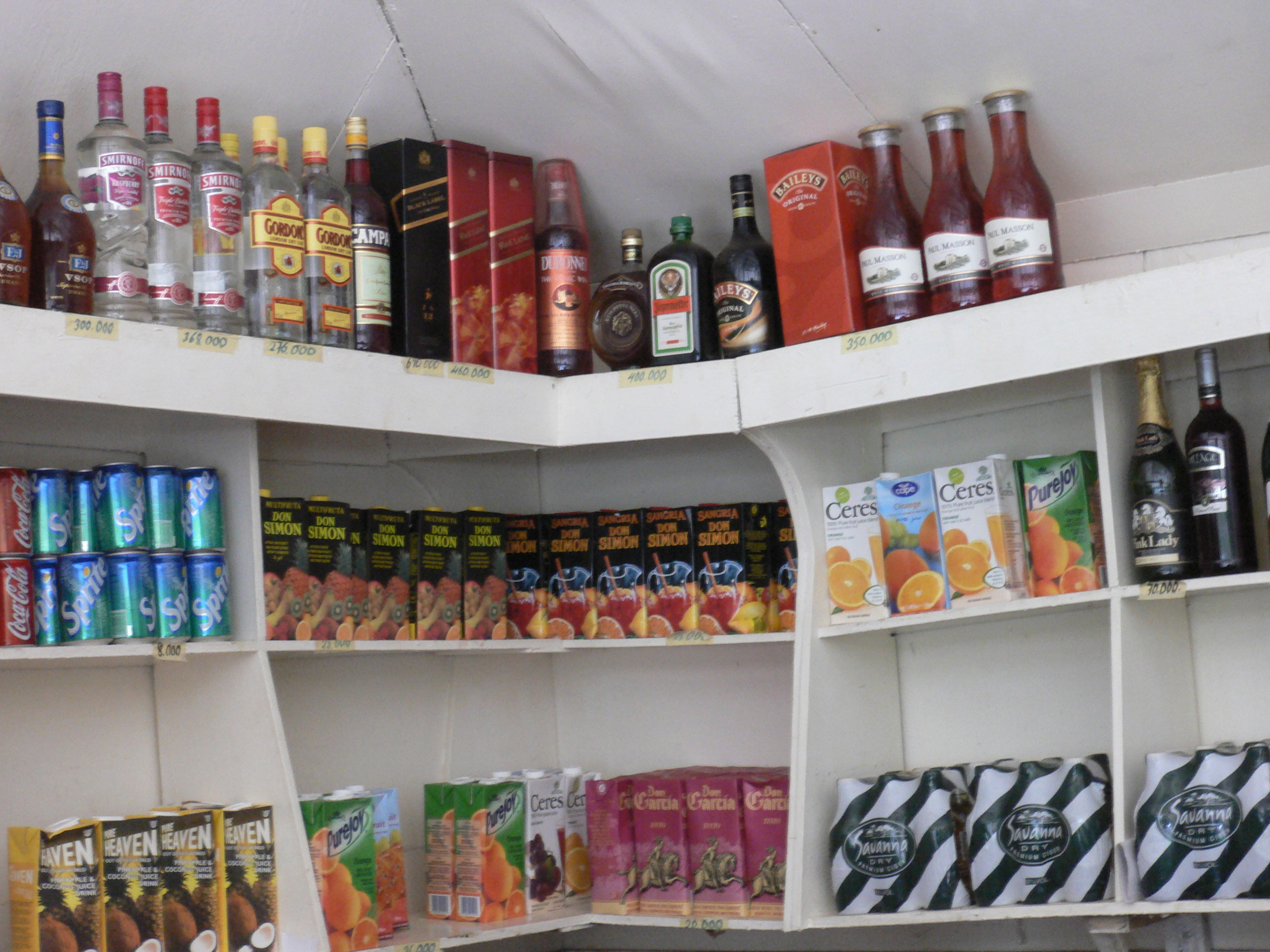
Традиційні напої в магазині в Гані

На півдні Гани поширені такі напої, як asaana (з ферментованої кукурудзи). Вздовж озера Вольта і на півдні Гани можна знайти пальмове вино, воно швидко ферментується, а потім використовується для перегонки akpeteshie (місцевого джину). Акпетеш можна переганяти і з патоки. Крім того, з кенки можна приготувати напій та охолодити його, що у Гані відомо як ice kenkey. У північній Гані bisaab/sorrel, toose та lamujee (пряний підсолоджений напій) є поширеними безалкогольними напоями, тоді як pitoo (місцеве пиво з ферментованого просу) є алкогольним напоєм.
У міських районах Гани напої можуть включати фруктові соки, какао-напої, свіжу кокосову воду, йогурт, морозиво, газовані напої, солодові напої та соєве молоко. Крім того, ганські винокурні виробляють алкогольні напої з какао, солоду, цукрової тростини, місцевих лікарських трав та кори дерев. Вони включають біттери, лікери, сухі джини, пиво та аперитиви.

## Вулична їжа в Гані
Вулична їжа дуже популярна як у сільських, так і міських районах Гани. Більшість ганських сімей їдять принаймні тричі на тиждень у вуличних торговців їжею, у яких можна купити всі види продуктів, включаючи основні продукти, такі як кенкі, ред-ред та ваак'є. Сирий стейк, варені кукурудзяні качани, пончики баф-баф або boflot (bo-float) та смажений банан, продаються в основному вуличними торговцями їжею.
Крижаний кенкі з ферментованого кукурудзяного борошна — популярний охолоджений десерт, який продають вуличні торговці на відкритих ринках..
Популярні вуличні їдальні «чоп бар».

## Поширені в Гані страви

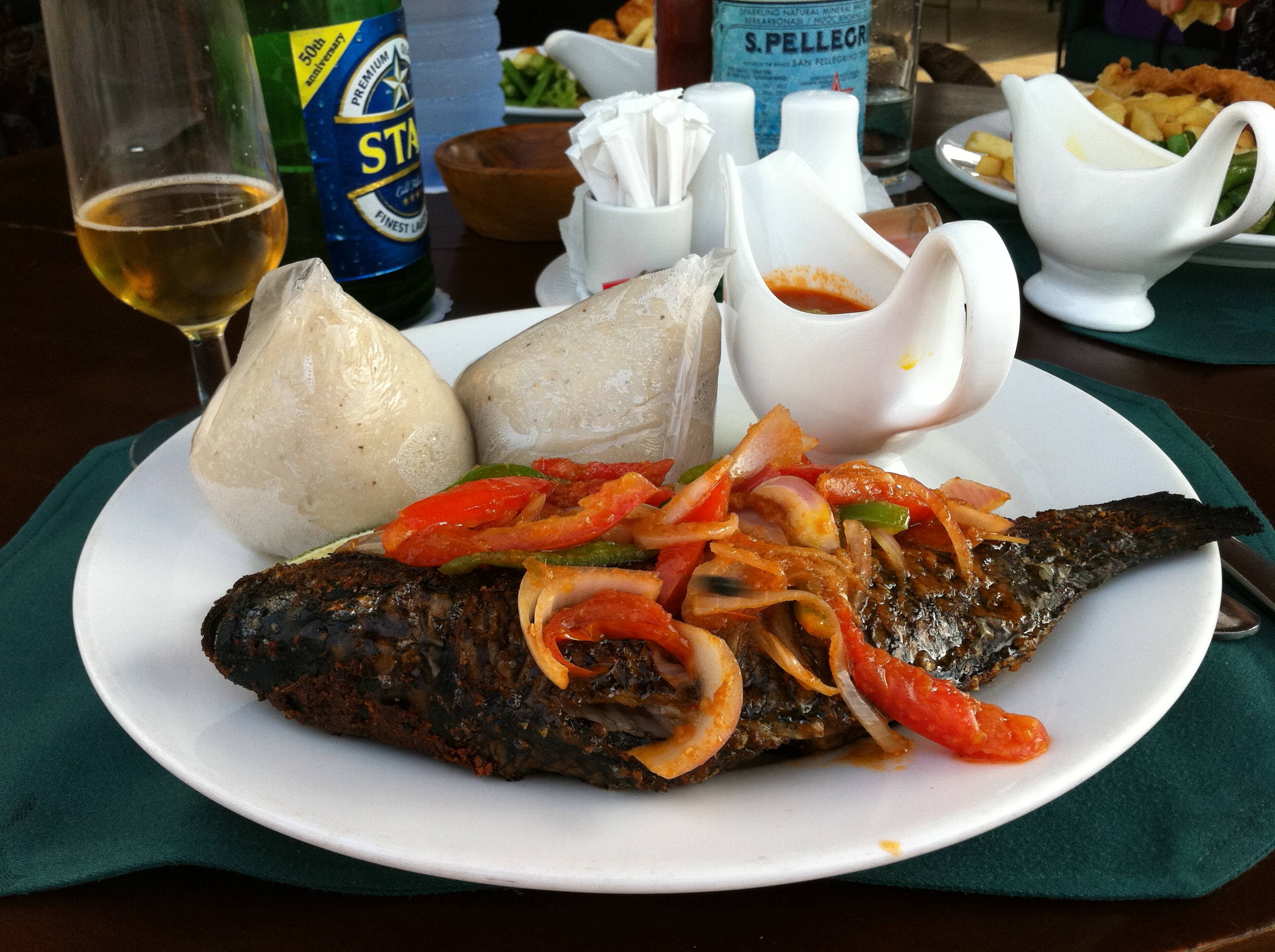
Банку і тилапія на грилі
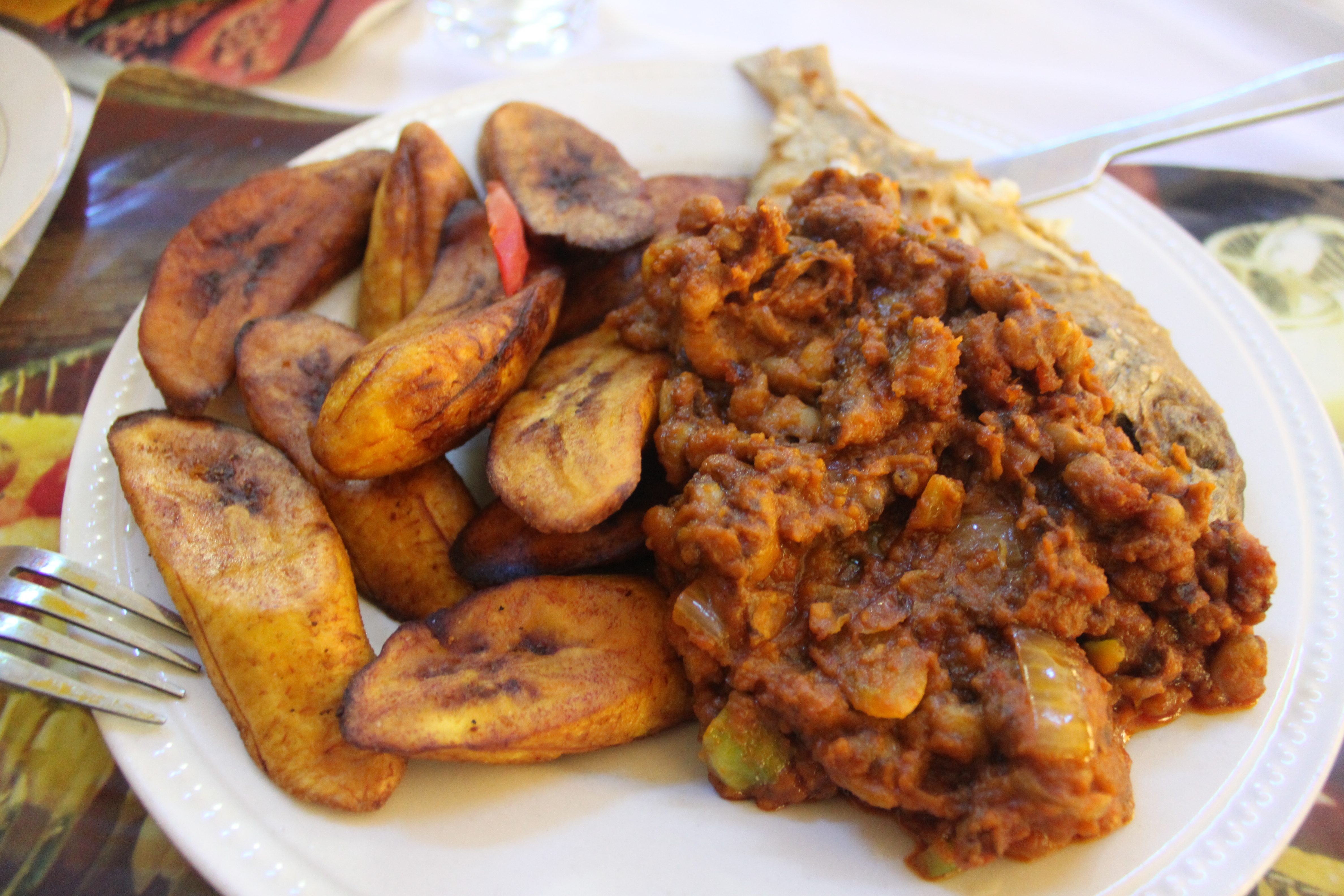
Ред-ред: стью з квасолі та риби зі смаженим бананом
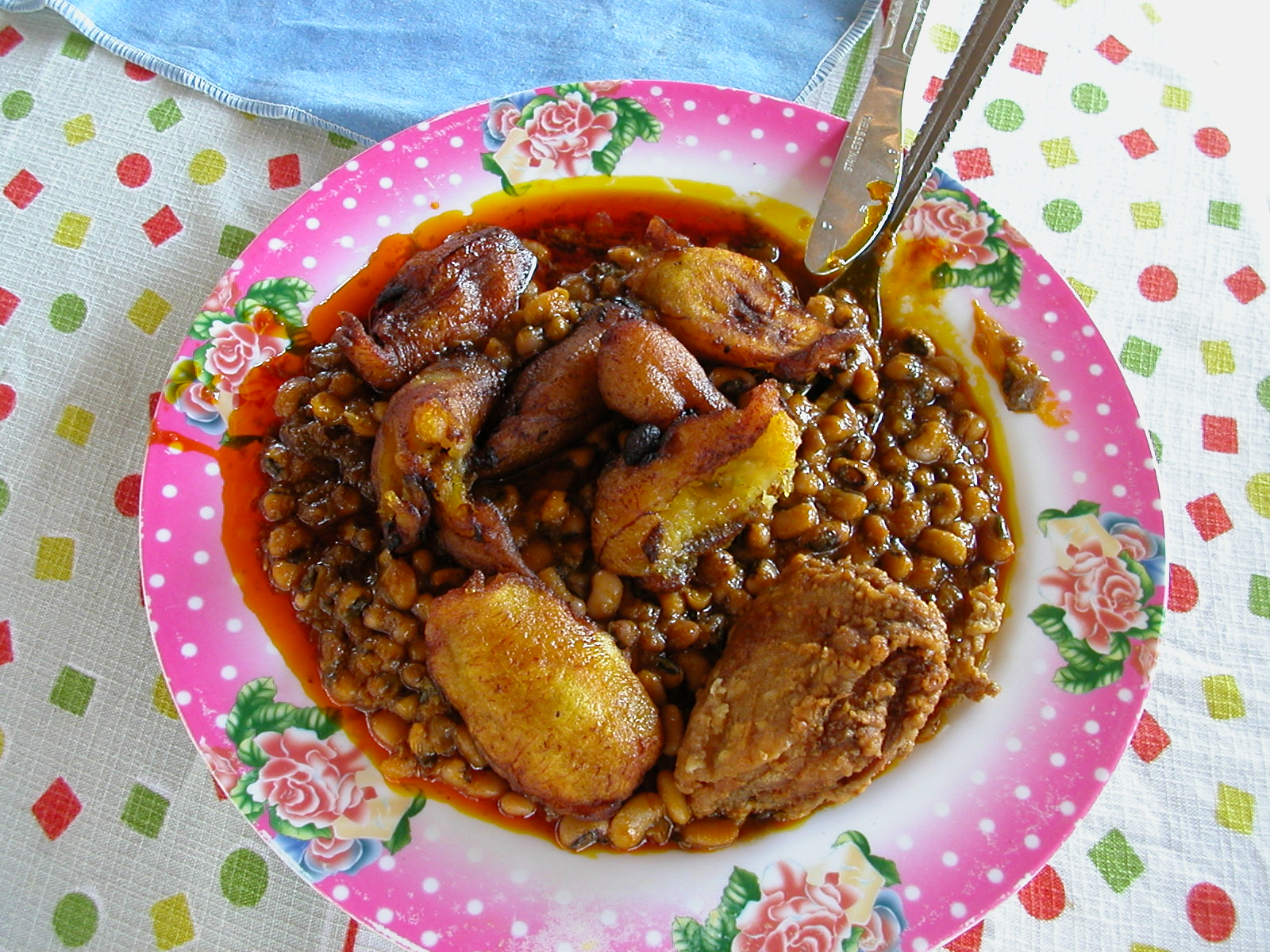
Бобо, банани та куриця
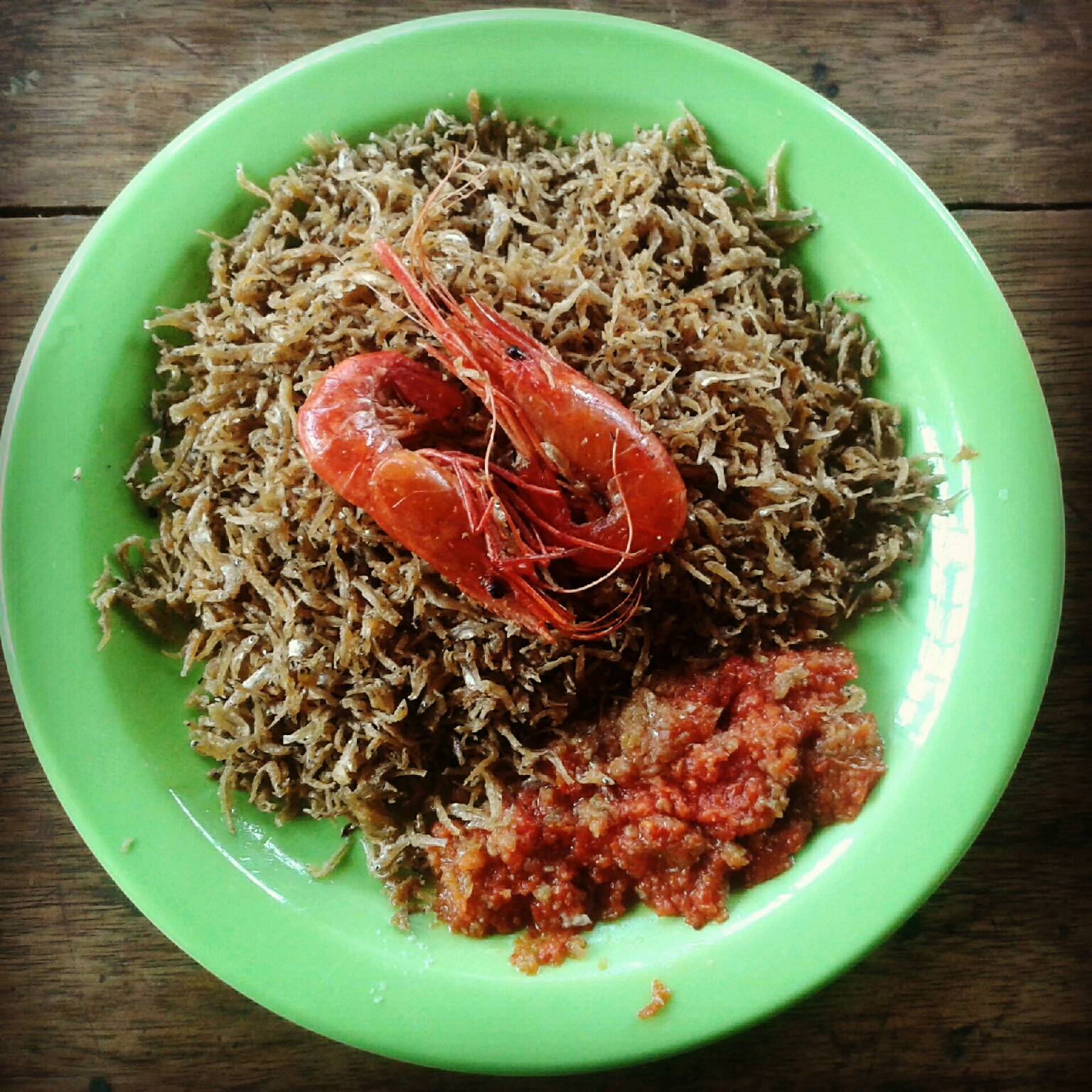
«Одна тисяча людей»: варені креветки та смажені танганьїкські сардини
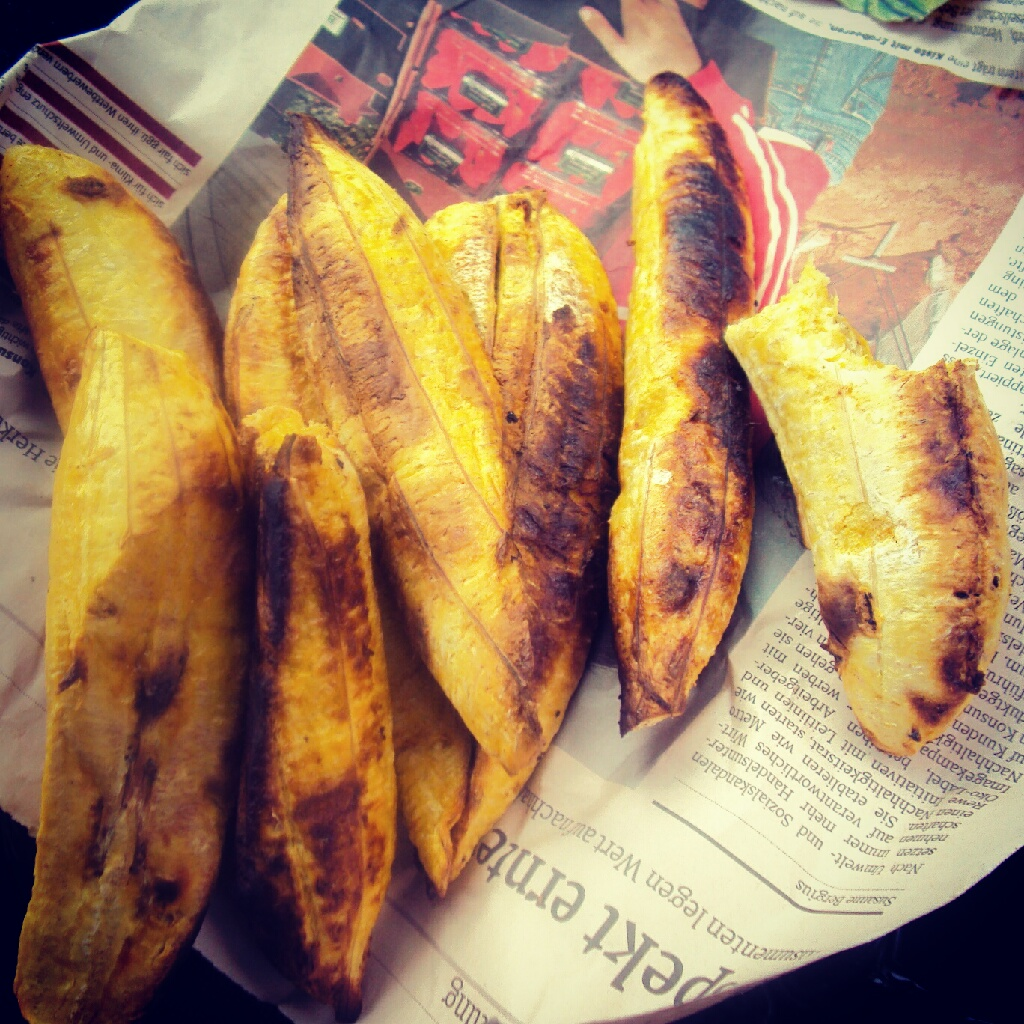
Ганський Kɔkɔ a y'atoto (прізвисько: Kofi Broke Man) стиглий банан, обсмажений на вугіллі
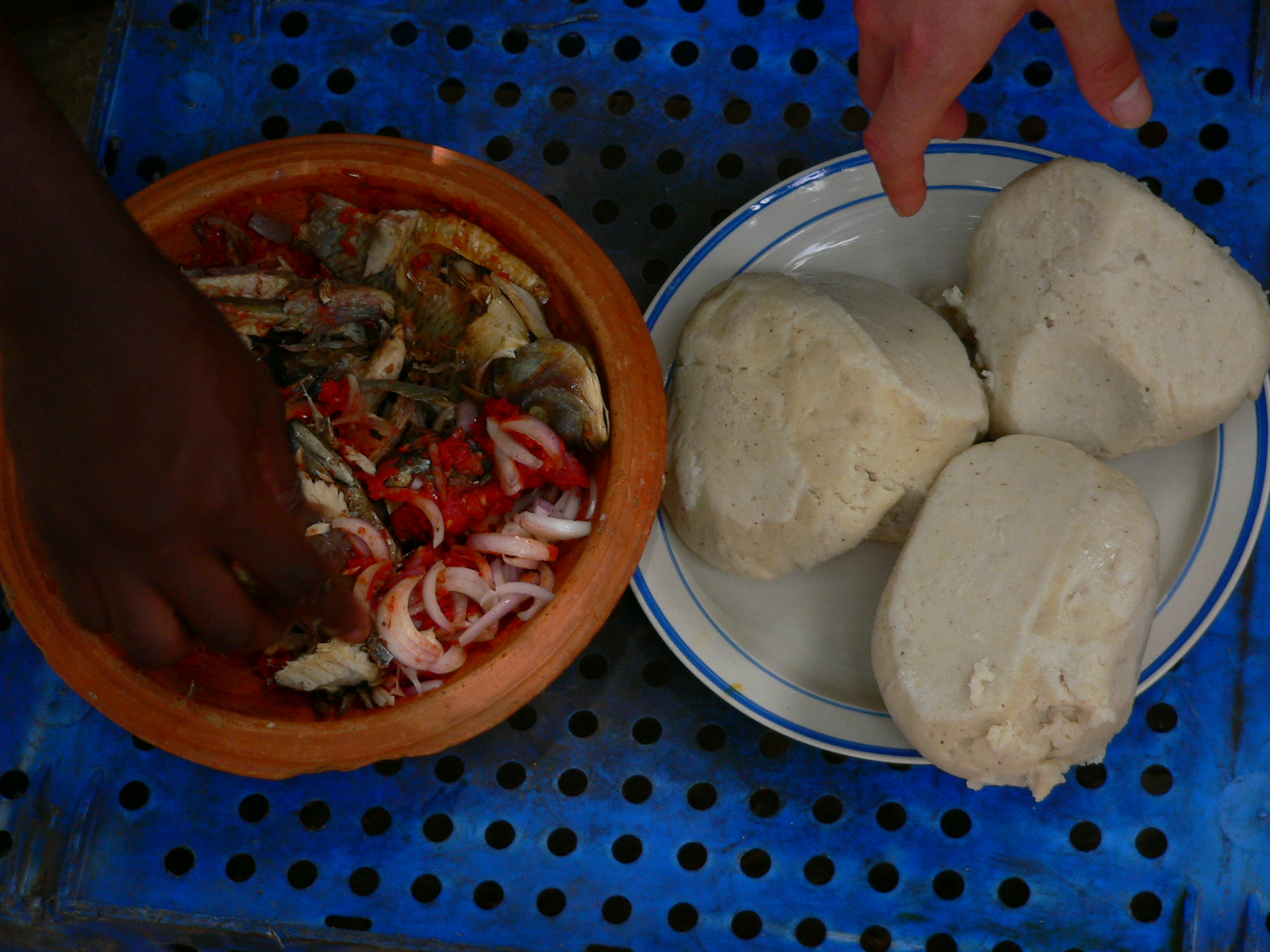
Конконте по-ганські
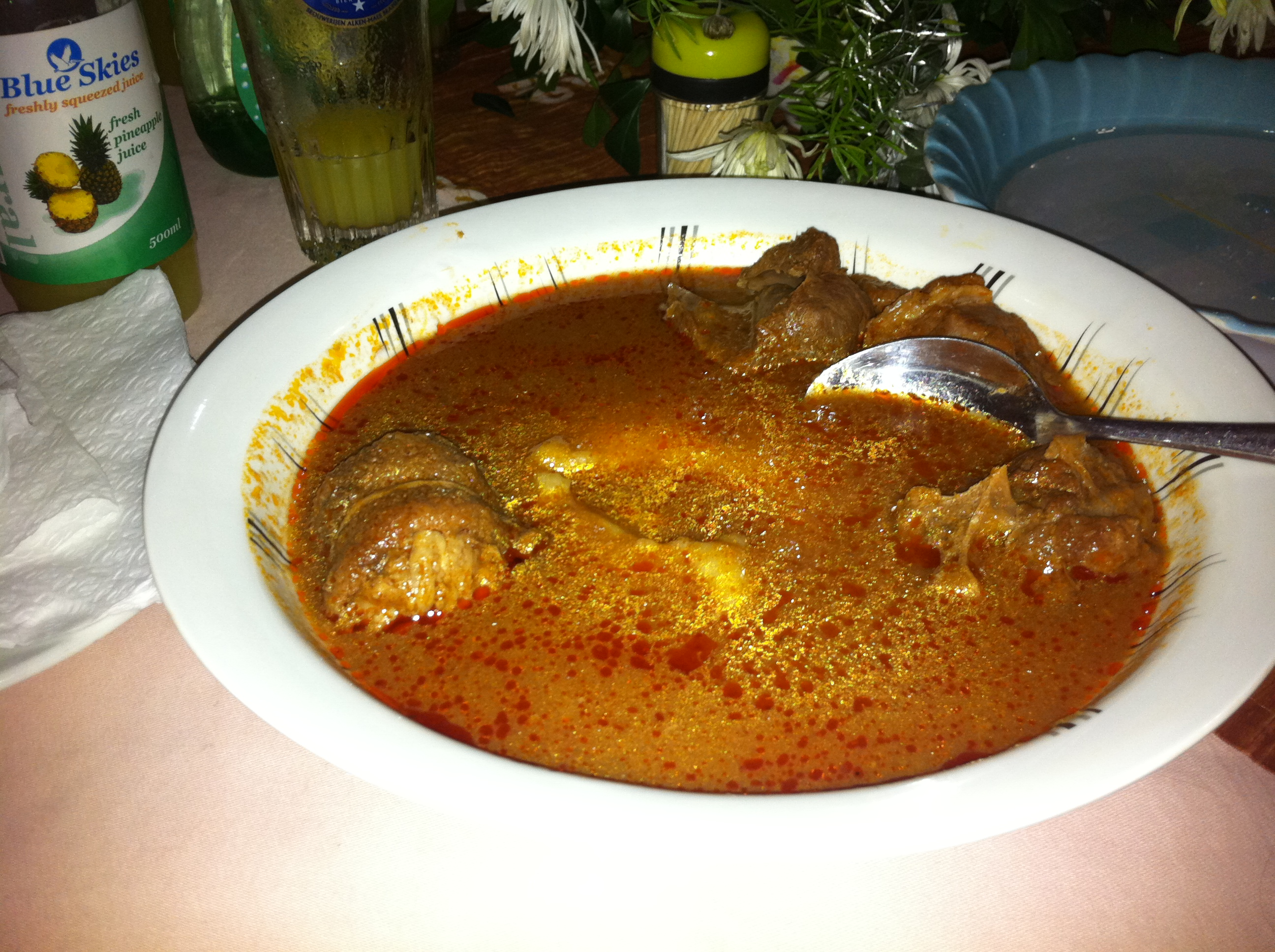
Ганський фуфу в супі з пальмових горіхів з козлятиною
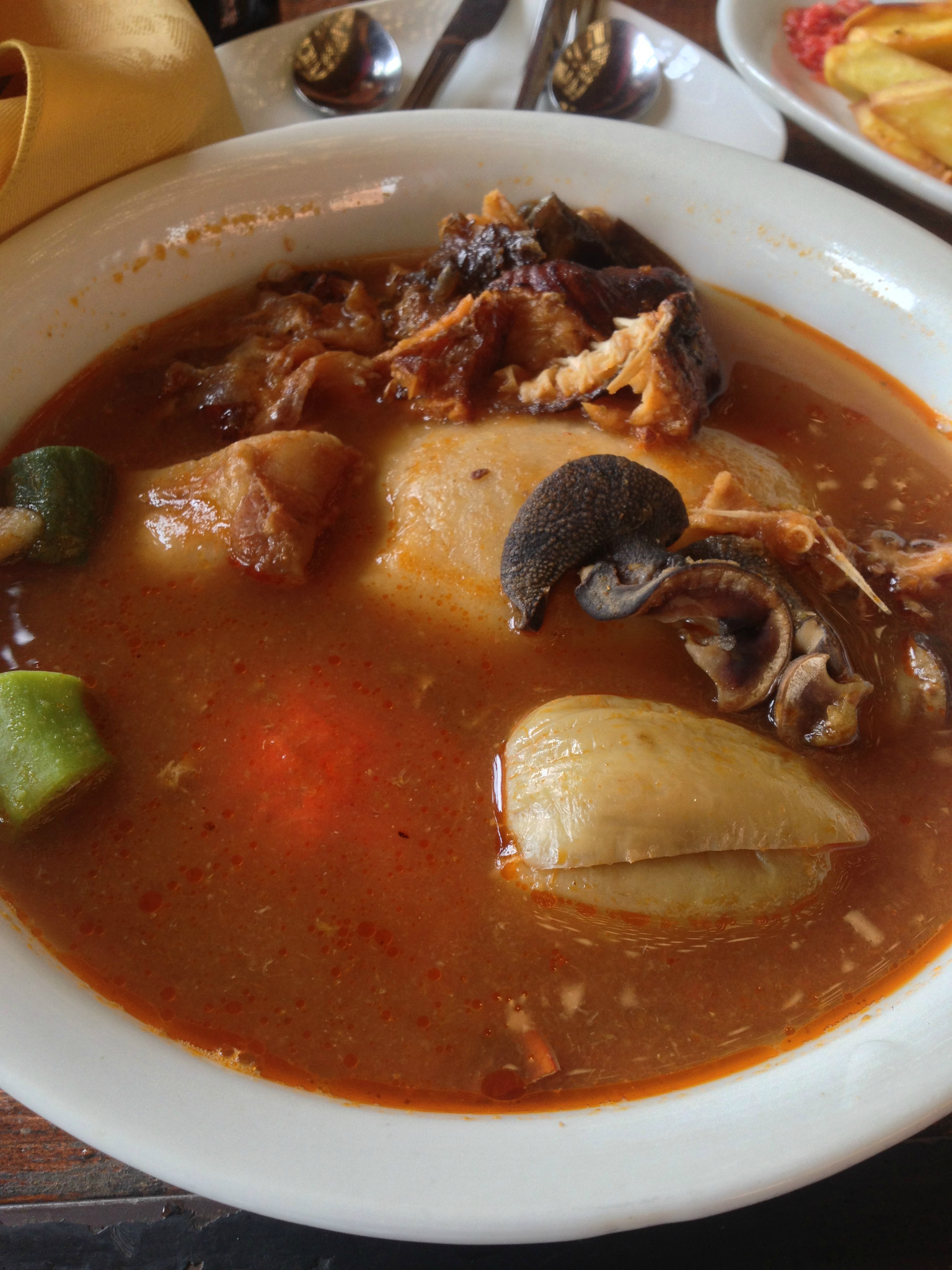
Фуфу і легкий томатний суп з м'ясом
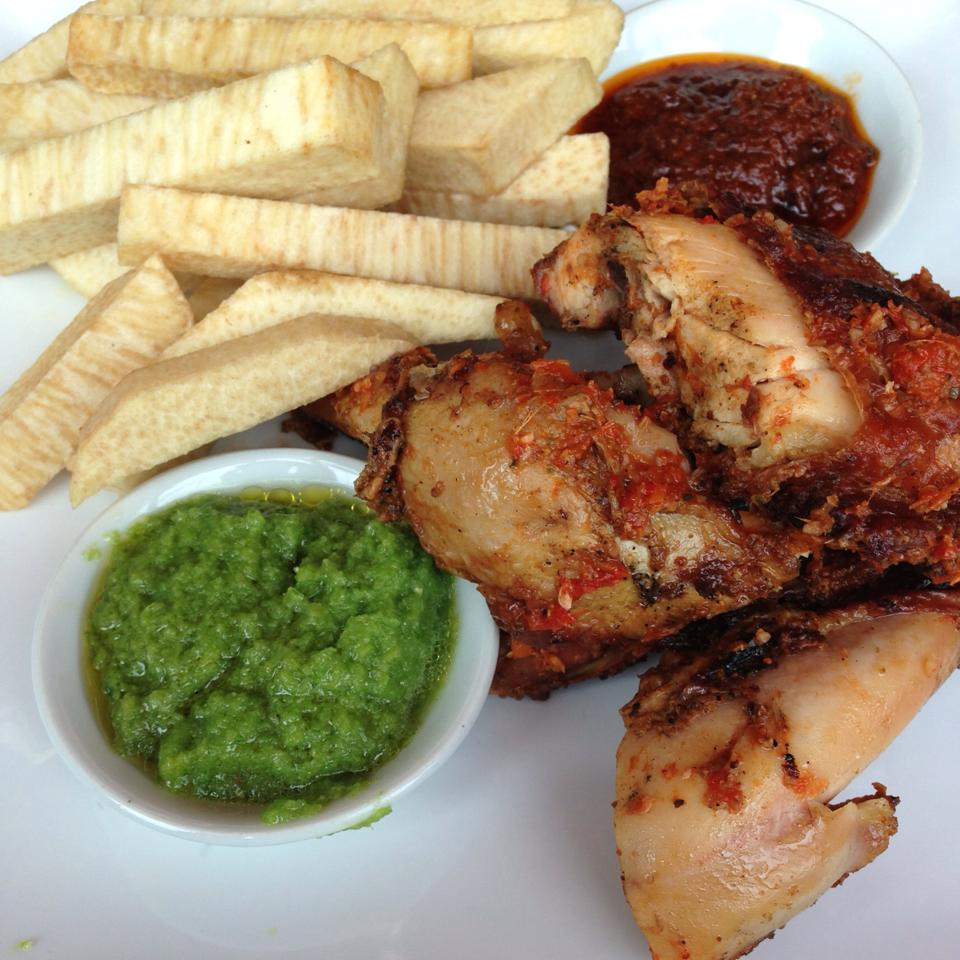
Смажений батат із гострою куркою та kpakpo shito (мелений зелений перець)
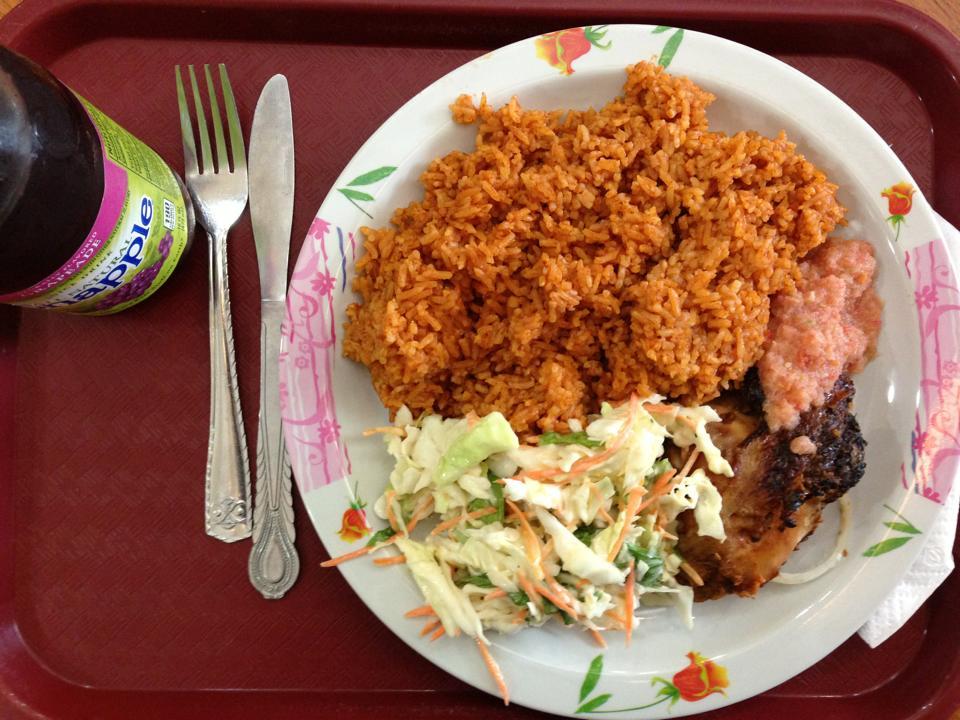
Рис джолоф з салатом з капусти та куркою барбекю
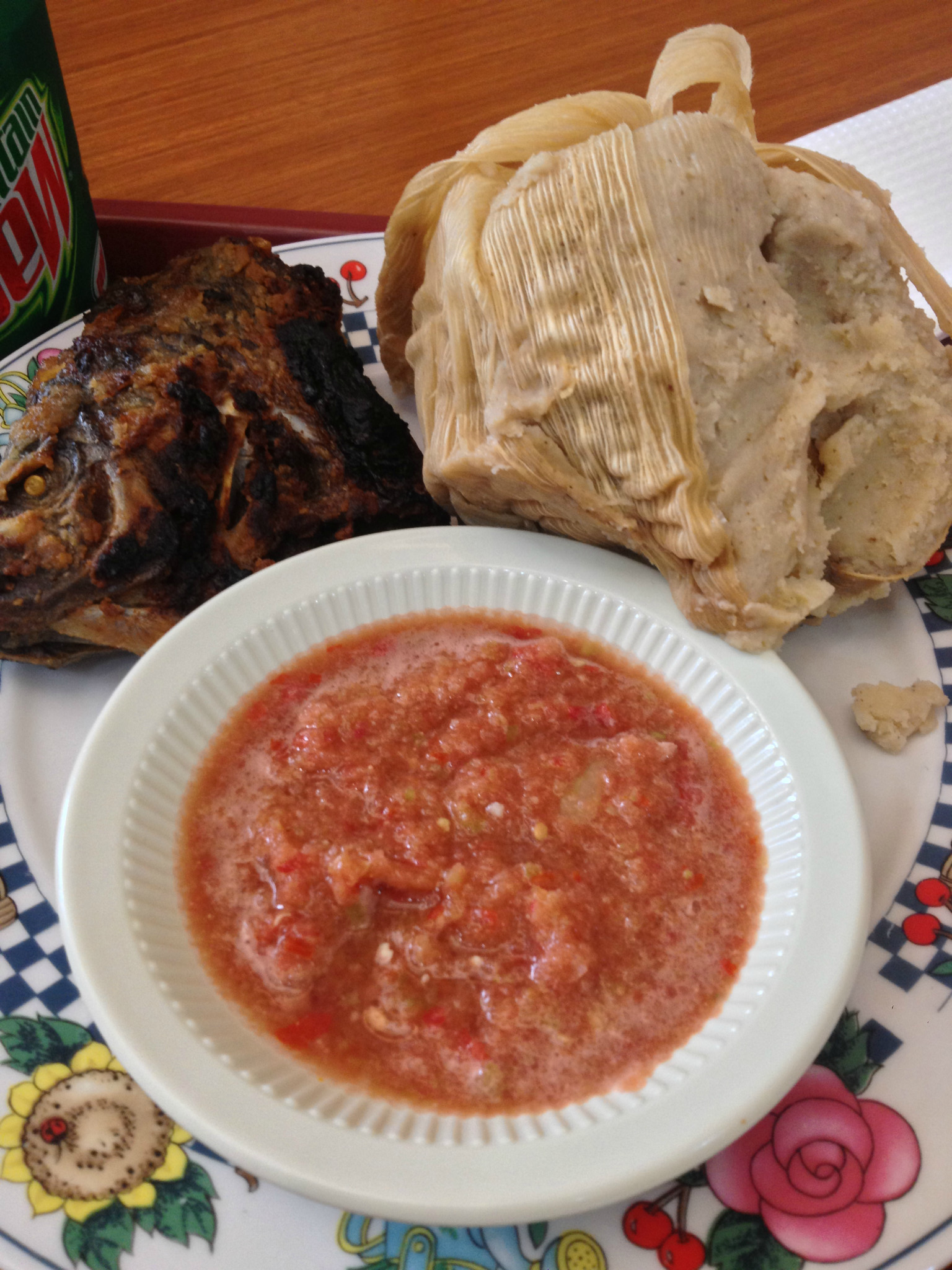
Кенкі зі смаженою рибою та перцем чилі
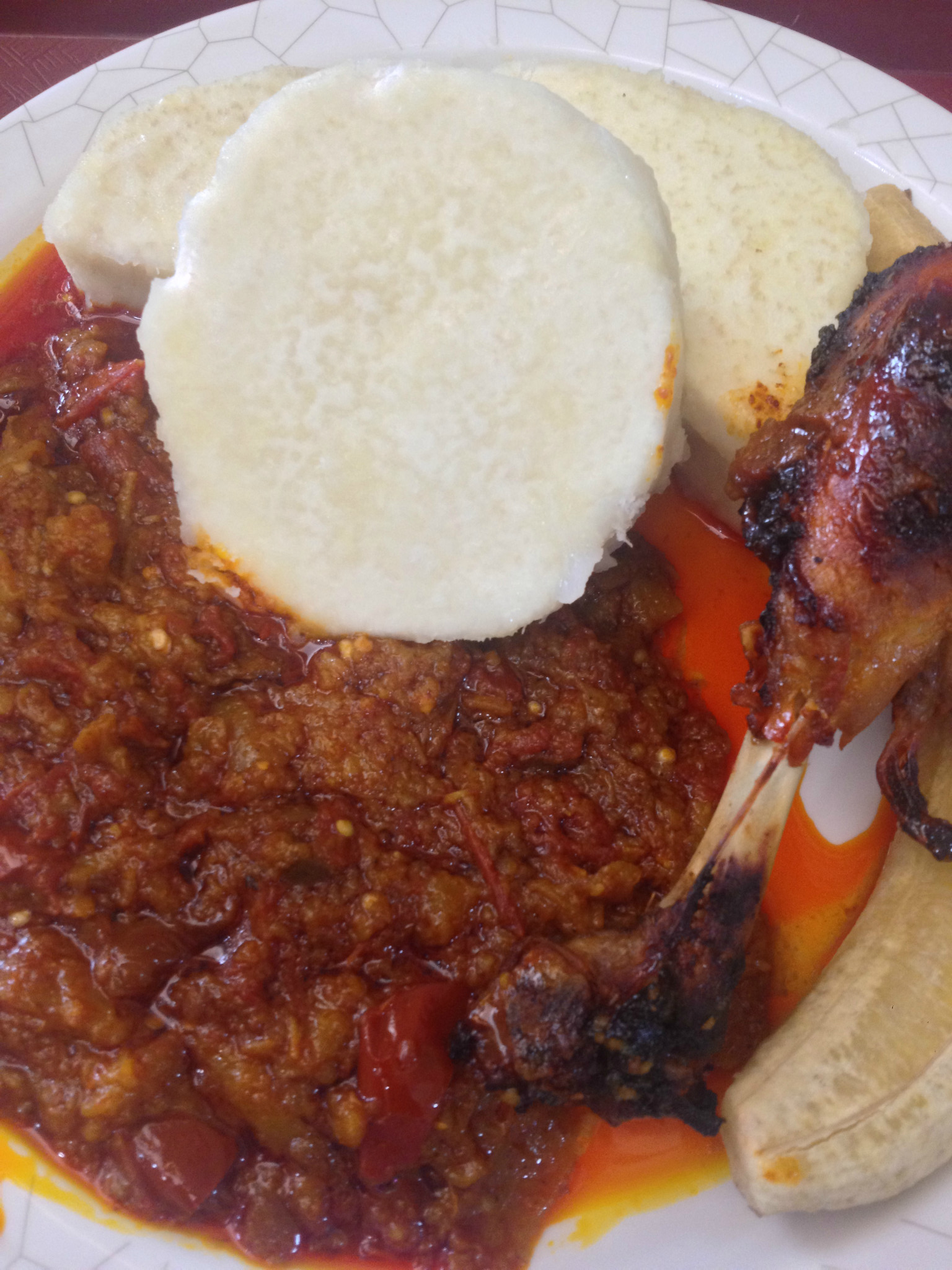
Приготовлений ямс та банан, з тушкованим м'ясом з "садових яєць" (баклажанів) та куркою
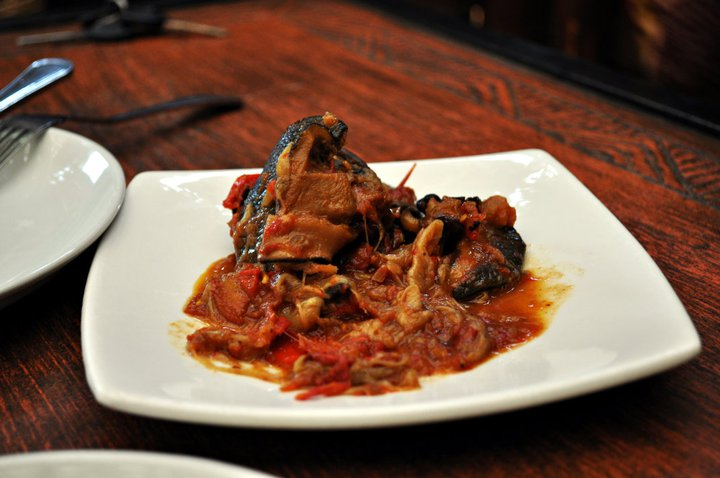
Гострий соус по-ганськи
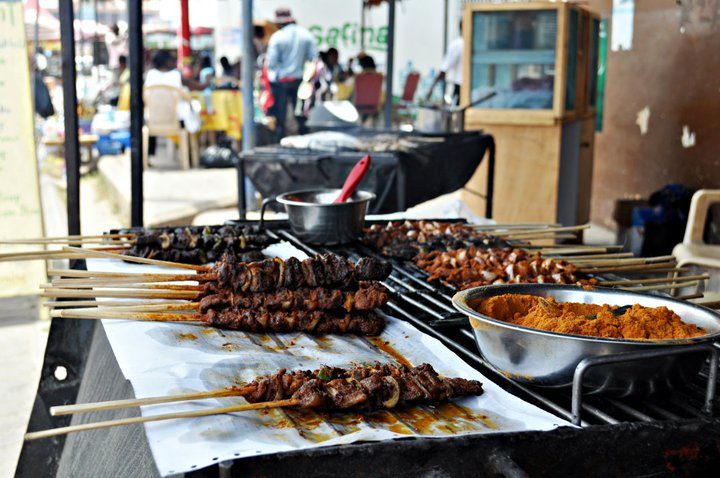
Гострий кебаб на грилі по-ганськи
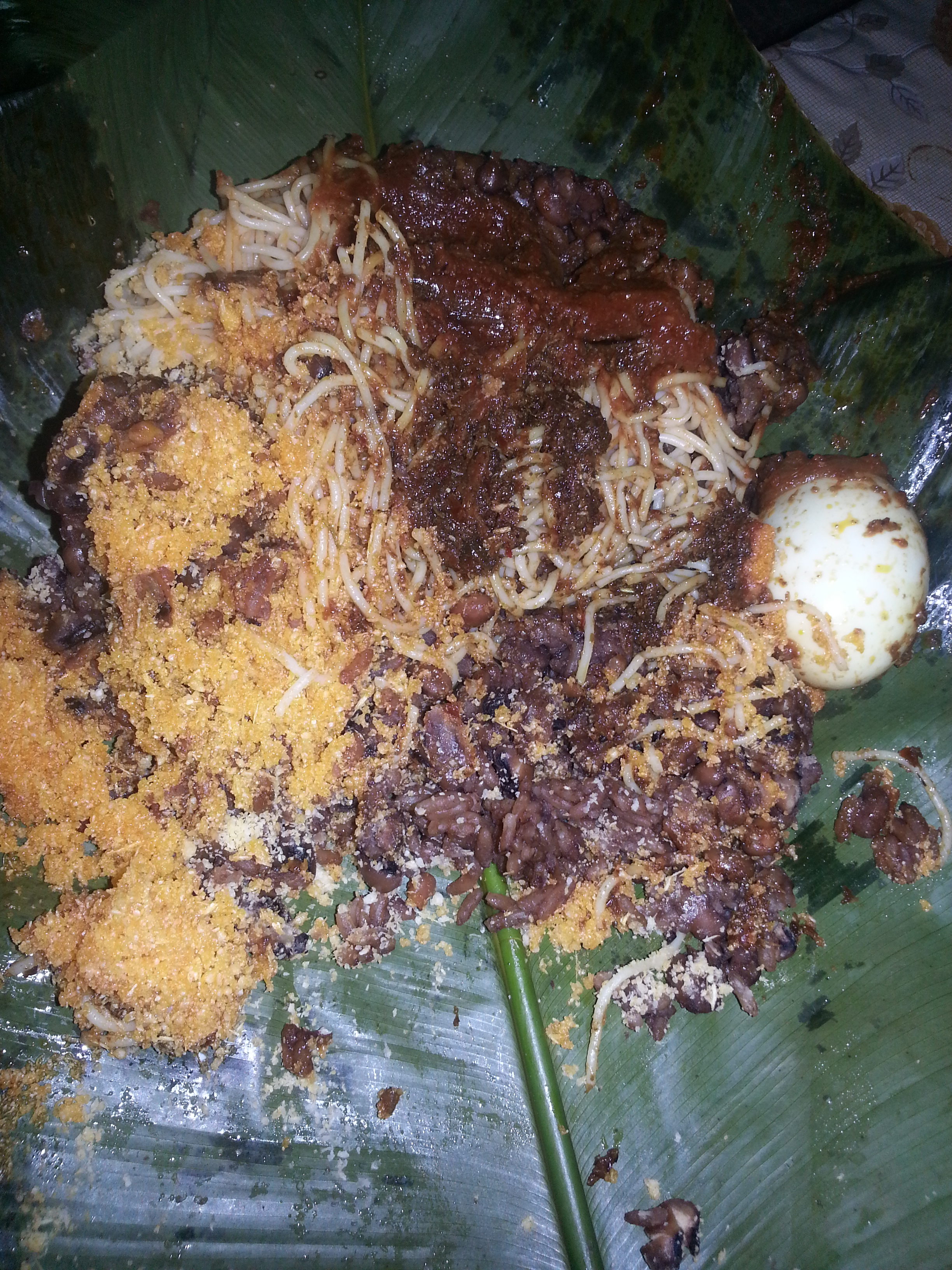
Waakye (рис та квасоля) зі спагеті та вареним яйцем
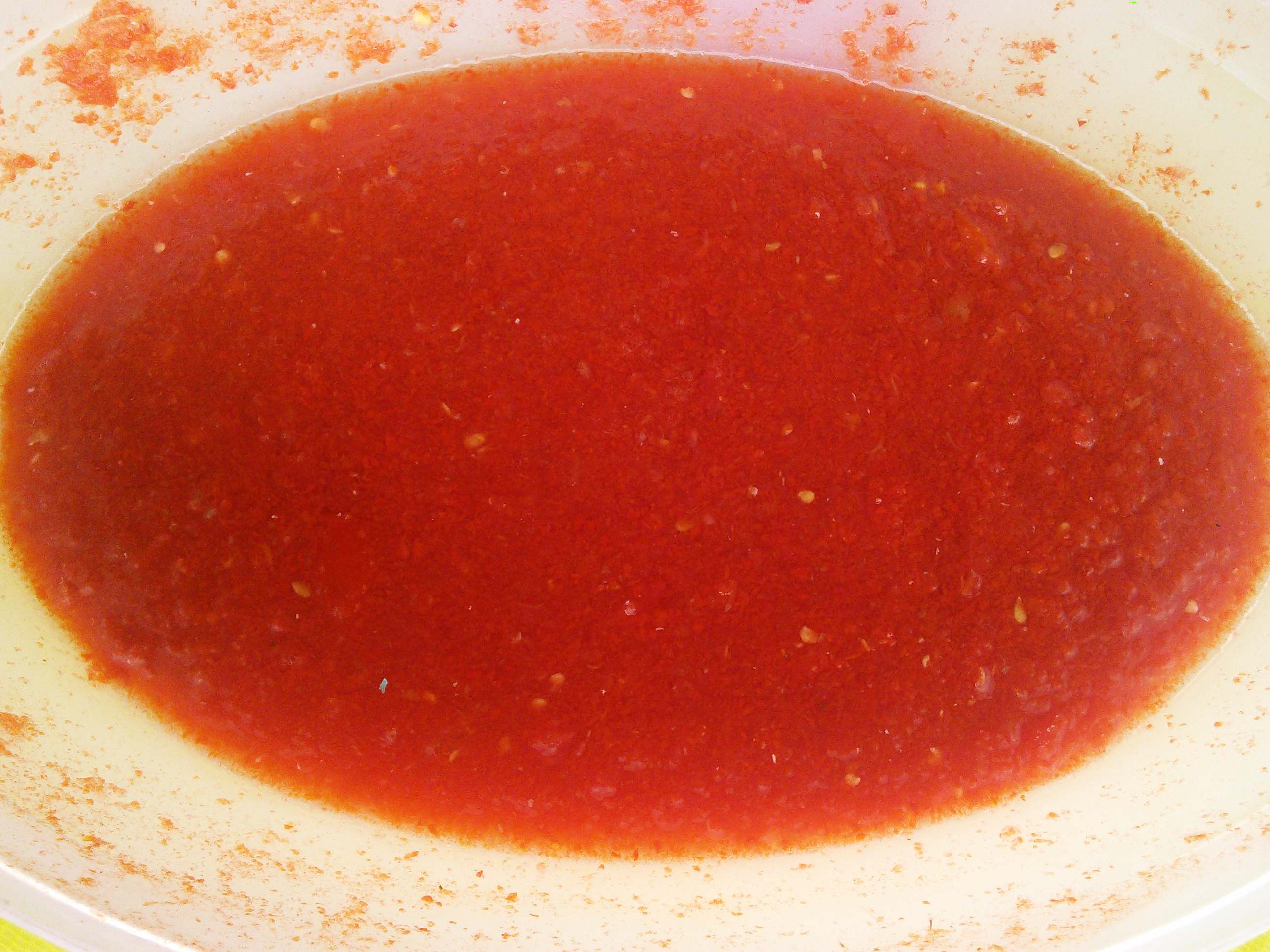
Мелений червоний перець, ганський делікатес, що в основному супроводжує банку і кенкі
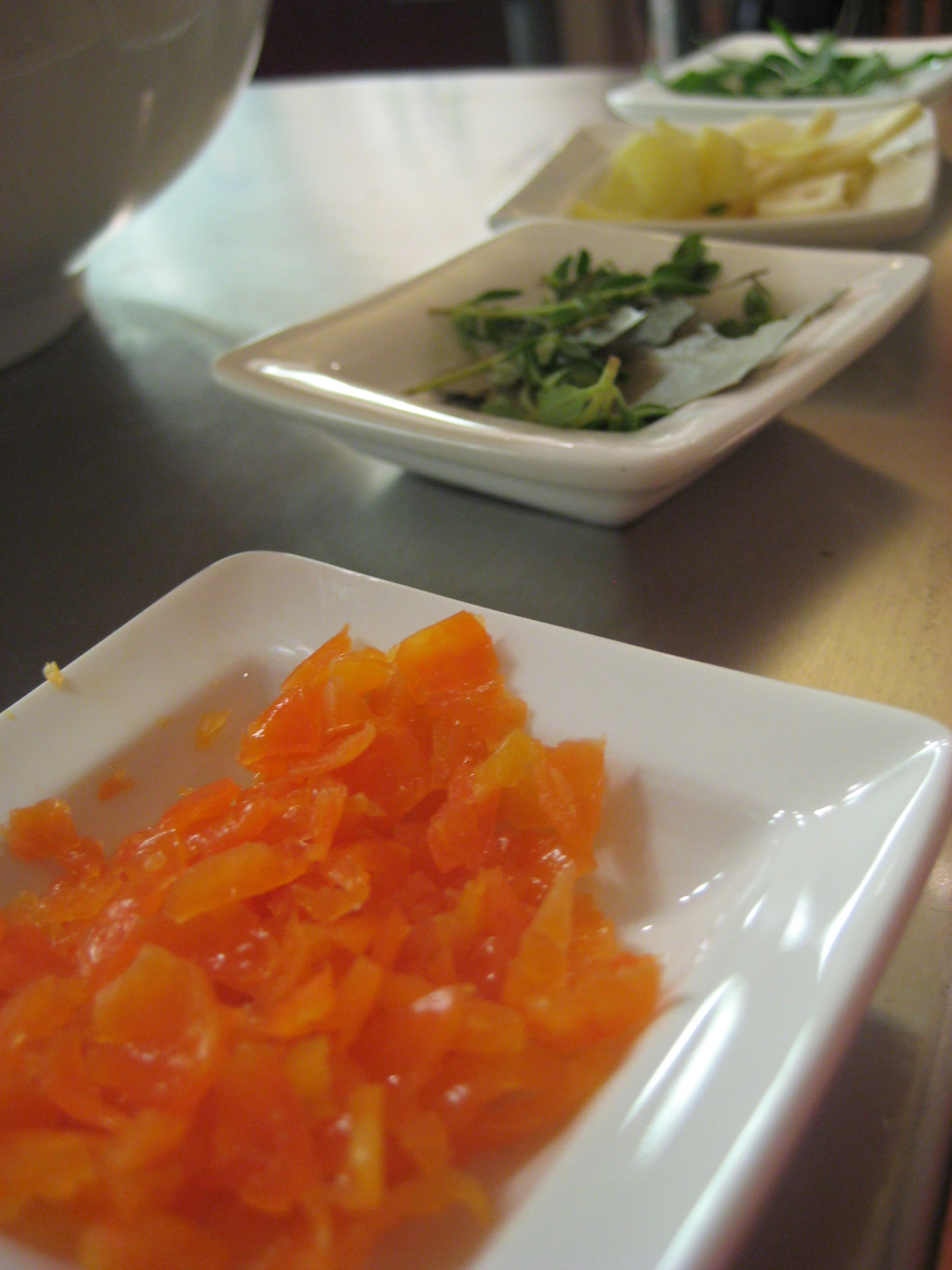
Тубаани або пудинг з чорноокого гороху
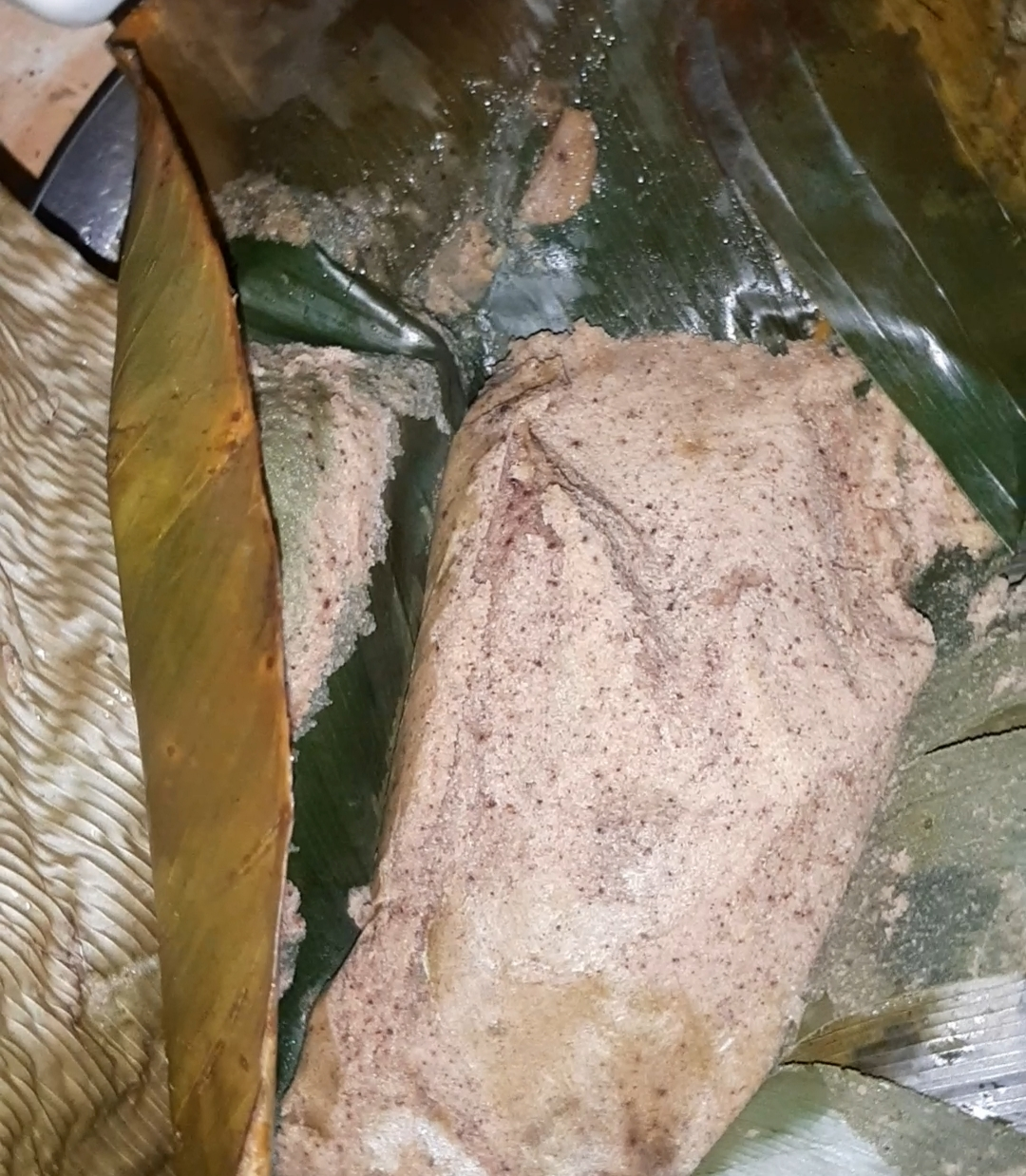
Тубаани, загорнутий у листя Ewe eran